# ليمان (مجلة)
لَيْمَانُ مجلة تركية هجائية معروفة بتعليقاتها السياسية والاجتماعية الجريئة، تأسست عام 1991. أخذ صدورُها يفتُر بدايةَ الألفية الثالثة، فعُزِل كثير من خَدَمَتها، وأنشأ بعضهم مجلات جديدة مثل مجلتي بنكوان ولنباق. وتُعرَف المجلة باتخاذ الإسلام والمسلمين سخرية. وقد وصفها رئيس وزراء تركيا السابق أحمد داود أغلو بـ«المجلة الفاحشة».